# Michel Roux Jr.
Michel Albert Roux (ur. 23 maja 1960 w Pembury), znany jako Michel Roux Jr. – angielski dwugwiazdkowy szef kuchni Michelin w londyńskiej restauracji Le Gavroche.

## Życiorys

### Wczesne lata
Roux urodził się w szpitalu położniczym w Pembury (hrabstwo Kent), podczas gdy jego ojciec Albert Roux pracował dla trenera wyścigów konnych majora Petera Cazaleta.

### Szkolenia i praktyki
Po ukończeniu szkoły w wieku 16 lat Roux rozpoczął praktykę u cukiernika, Hellegouarche w Paryżu. Od lata 1979 do stycznia 1980 pracował jako commis de cuisine w Le Gavroche, zarówno pod kierunkiem ojca, jak i wuja. Następnie spędził dwa lata jako stażysta commis de cuisine pod Alain Chapel w swoim hotelu i restauracji w Mionnay, w regionie Rodan-Alpy w pobliżu Lyonu.
Po odbyciu podstawowego szkolenia w armii francuskiej, od lutego 1982 roku do marca 1983 poszedł do służby wojskowej w Pałacu Elizejskim, pracując zarówno dla prezydenta Valéry'ego Giscarda d'Estaing, jak i François Mitterranda. Po zakończeniu służby wojskowej Roux pracował następnie przez cztery miesiące w Paryżu: dwa miesiące w delikatesach Gérard Mothu w St-Mandé; a następnie dwa miesiące jako rzeźnik na Avenue Victor-Hugo.

### Kariera

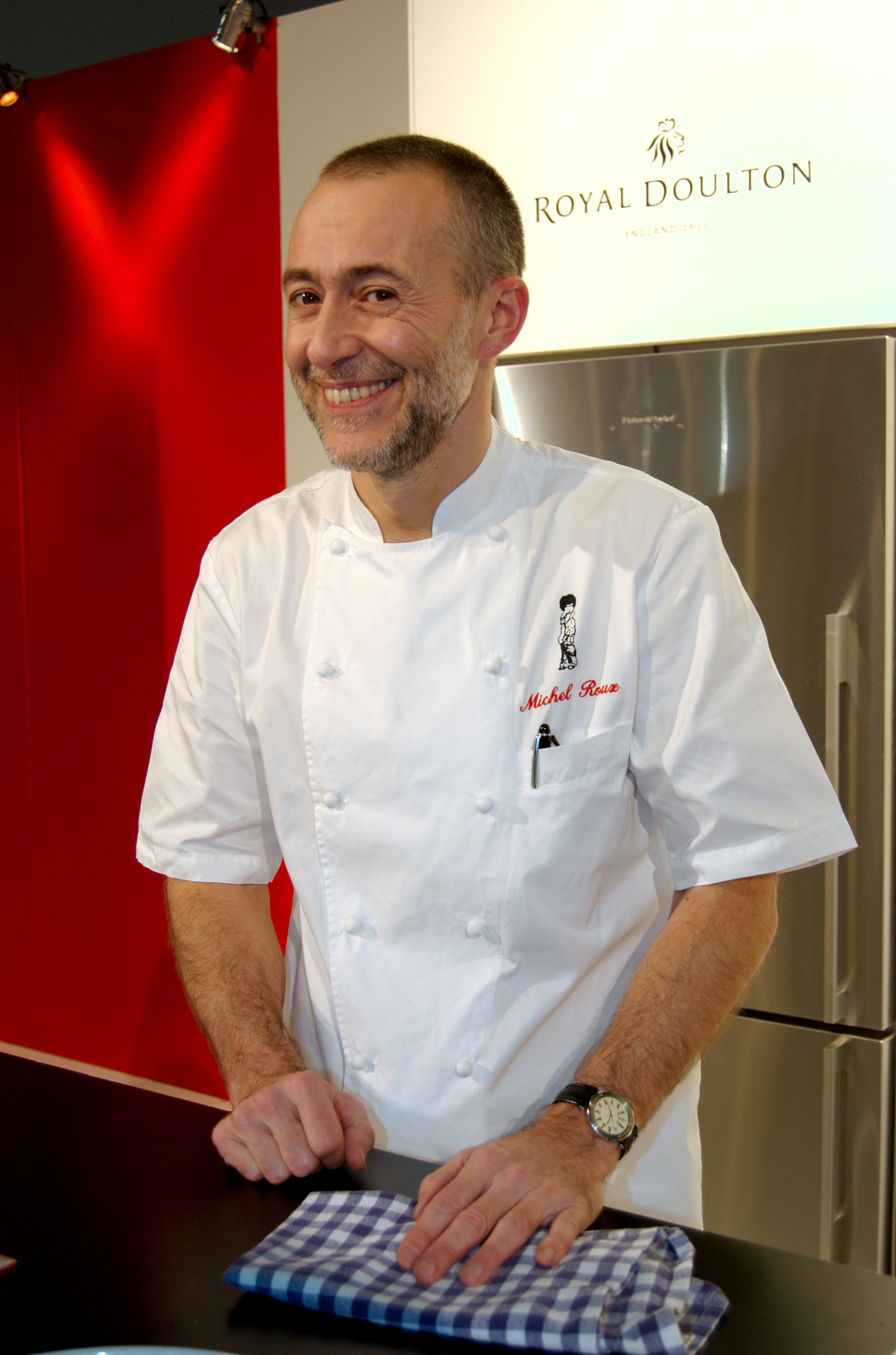
Michel Roux Jr. (grudzień 2008)

Po odbyciu praktyki i szkolenia dołączył do swojego wuja w Waterside Inn w Bray, Berkshire w 1985 roku, zanim zaczął pracować z ojcem w Le Gavroche od kwietnia tego samego roku. Następnie pracował w firmie cateringowej braci Roux i zarządzał nią przez trzy lata, po czym wrócił do Le Gavroche w 1990. Kiedy jego ojciec przeszedł na emeryturę w 1993 roku, Michel Jr. przejął słynną na całym świecie restaurację.
Konsultant ds. żywności w klubie Walbrook od 2003 roku, konsultuje się również z firmami gastronomicznymi Restaurant Associates. Roux napisał także kilka książek, w tym Le Gavroche Cookbook; The Marathon Chef; oraz Matching Food and Wine, która została uznana za najlepszą książkę o dopasowywaniu wina i jedzenia na Gourmand World Cookbook Awards.

#### Media
Roux występował w różnych programach telewizyjnych, w tym u Gordona Ramsaya, w wyprodukowanym przez ITV Hell's Kitchen, oraz jako ekspert w programie BBC Two MasterChef: The Professionals (2008–2013). W 2012 roku wystąpił jako juror gościnny w programie Masterchef South Africa. Od 2013 do 2014 roku Roux, wraz z Kate Goodman współprowadzili Food and Drink na BBC Two. W 2013 roku pojawił się jako jeden z mentorów w serialu The Chef's Protege.
W kwietniu 2016 Roux pojawił się jako prezenter w Saturday Kitchen BBC po odejściu Jamesa Martina.

### Życie prywatne
Roux ożenił się z Giselle, obywatelką Francji, która przez wiele lat pracowała w branży restauracyjnej i obecnie jest sekretarzem w Le Gavroche. Para ma córkę Emily, która szkoli się na szefa kuchni. Rodzina Roux mieszka w Londynie.
Roux nie pije alkoholu od poniedziałku do piątku. Roux jest fanem rugby i honorowym członkiem Harlequin F.C.; uczęszcza na większość ich meczów. Lubi także Manchester United oraz Wigan Warriors i jest maratończykiem, który dwunastokrotnie przebiegł maraton w Londynie, aby zebrać fundusze na rzecz organizacji charytatywnej dla dzieci VICTA.

## Kontrowersje
W listopadzie 2016 r. The Guardian poinformował, że chociaż restauracja Rouxa osiągnęła zysk w wysokości ponad 250 000 funtów w 2015 roku, niektórym szefom kuchni płacił mniej niż płaca minimalna w Wielkiej Brytanii. Szef kuchni pokazał dziennikarzowi The Guardian, Robertowi Boothowi dowody na to, że kucharze zazwyczaj pracują ponad 65 godzin tygodniowo, zarabiając tylko około 5,50 funta za godzinę. Dni pracy zaczynały się o 7 rano i kończyły o 23:30, z godzinną przerwą między obiadem a kolacją, czasem piętnastominutową przerwą na posiłki.

## Publikacje
- Le Gavroche Cookbook (2001), London: W&N (Orion), ISBN 978-0-304-35573-0
- The Marathon Chef: Food for Getting Fit (2003), London: W&N (Orion), ISBN 978-0-297-84309-2
- Le Gavroche Cookbook: Ten Recipes from One of the World's Great Restaurants (2005), London: Phoenix, ISBN 978-0-297-84392-4
- Matching Food And Wine: Classic And Not So Classic Combinations (2005), London: W&N (Orion), ISBN 978-0-297-84379-5
- Michel Roux: A Life in the Kitchen (2009), London: W&N (Orion), ISBN 978-0-297-84482-2
- Cooking with The Master Chef: Food For Your Family & Friends (2010), London: W&N (Orion), ISBN 978-0-297-86309-0